# Rally de Estonia
El Rally de Estonia, oficialmente auto24 Rally Estonia, es una prueba de rally que se disputa desde el año 2010 en la localidad de Tartu (Estonia). Se disputa sobre tramos de tierra y fue puntuable para el Campeonato de Estonia de Rally desde su primera edición, para el Campeonato de Letonia desde 2012 y en 2014 entró en el calendario del Campeonato de Europa de Rally. En 2020 se anunció su incorporación al Campeonato Mundial de Rally.

## Palmarés
| Año  | Edición                      | Piloto          | Copiloto          | Vehículo                | Series |
| ---- | ---------------------------- | --------------- | ----------------- | ----------------------- | ------ |
| 2010 | 1.Mad-Croc Rally Estonia     | Markko Märtin   | Kristo Kraag      | Ford Focus RS WRC '03   |        |
| 2011 | 2.auto24 Rally Estonia       | Mads Ostberg    | Jonas Andersson   | Ford Fiesta RS WRC      |        |
| 2012 | 3.auto24 Rally Estonia       | Mads Ostberg    | Jonas Andersson   | Ford Fiesta RS WRC      |        |
| 2013 | 4.auto24 Rally Estonia       | Georg Gross     | Raigo Mölder      | Ford Focus RS WRC '08   |        |
| 2014 | 5.auto24 Rally Estonia       | Ott Tänak       | Raigo Mõlder      | Ford Fiesta R5          | ERC    |
| 2015 | 6.auto24 Rally Estonia       | Alexey Lukyanuk | Alexey Arnautov   | Mitsubishi Lancer Evo X | ERC    |
| 2016 | 7.auto24 Rally Estonia       | Ralfs Sirmacis  | Māris Kulšs       | Škoda Fabia R5          | ERC    |
| 2018 | 8. Shell Helix Rally Estonia | Ott Tänak       | Martin Järveoja   | Toyota Yaris WRC        |        |
| 2019 | 9. Shell Helix Rally Estonia | Ott Tänak       | Martin Järveoja   | Toyota Yaris WRC        |        |
| 2020 | 10. Rally Estonia            | Ott Tänak       | Martin Järveoja   | Hyundai i20 Coupe WRC   | WRC    |
| 2021 | 11. Rally Estonia            | Kalle Rovanperä | Jonne Halttunen   | Toyota Yaris WRC        | WRC    |
| 2022 | 12. WRC Rally Estonia        | Kalle Rovanperä | Jonne Halttunen   | Toyota GR Yaris Rally1  | WRC    |
| 2023 | 13. WRC Rally Estonia        | Kalle Rovanperä | Jonne Halttunen   | Toyota GR Yaris Rally1  | WRC    |
| 2024 | 14. ERC Delfi Rally Estonia  | Georg Linnamäe  | James Morgan      | Toyota GR Yaris Rally2  | ERC    |
| 2025 | 15. Delfi Rally Estonia      | Oliver Solberg  | Elliott Edmondson | Toyota GR Yaris Rally1  | WRC    |